# 王智弘 (1964年)
王智弘（1964年4月24日—），臺灣軍醫、中華民國陸軍退役少將，曾任國防部軍醫局醫務管理處處長、國防部軍醫局衛勤保健處處長、國軍花蓮總醫院院長。王智弘在衛保處處長任職期間，曾督導國軍防疫政策、預防保健、中暑防治及醫學研究等各項業務，並協助處置澎湖馬公空難、高雄氣爆、復興空難及八仙塵暴等國內大型災害醫療支援任務，同時完成華美軍陣醫學交流及推動國軍EMTP醫療指導醫師制度。
自2017年起，王智弘擔任國軍臺中總醫院院長。
2020年8月，王智弘擔任三軍總醫院院長。
2023年3月，王智弘擔任國防部軍醫局副局長，後在同年4月30日屆齡退伍。
2023年6月2日，王智弘擔任台北榮總桃園分院院長。
2024年7月23日，王智弘擔任台北市立聯合醫院總院長。